# Леви, Дэниел (бизнесмен)
Дэниел Филипп Леви — английский бизнесмен и действующий председатель футбольного клуба «Тоттенхэм Хотспур». Он занимает этот пост с 2001 года, что делает его старейшим председателем Английской Премьер-лиги.

## Биография
В 1985 году окончил с отличием Кембриджский университет со степенью бакалавра в области экономики и земельного хозяйства.
После окончания учебы Леви занялся своим семейным бизнесом. В сотрудничестве с Джо Льюисом стал участником инвестиционного фонда под названием ENIC International Ltd, который специализировался на спорте (в частности, футболе), развлечениях и средствах массовой информации. Он был назначен управляющим директором ENIC в 1995 году. Леви и его семье принадлежит 29,4 % акционерного капитала ENIC, а Льюису — 70,6 %.
Был директором шотландского футбольного клуба «Глазго Рейнджерс».
В 2001 году, после того как Алан Шугар отказался от контрольного пакета акций «Тоттенхэм Хотспур», Даниэль  стал председателем клуба.
Женат на Трейси Диксон, имеет четверо детей.

## Тоттенхэм Хотспур
В эпоху правления Леви клуб переживает значительную перетасовку тренеров, включая таких известных как: Джордж Грэмм, Гленн Ходдл, Дэвид Плитт (3 раза), Андре Виллаш-Боаш, Хуанде Рамос, Мартин Йол, Маурисио Почеттинно, Жозе Моуринью, Райан Мэйсон (2 раза), Нуну Эшпириту Санту, Антонио Конте и Анге Постекоглу.
Ещё в 2012 клуб под руководством Леви серьёзно вложился в академию, полностью обновив её – затраты оценивались примерно в 50 млн евро плюс ежегодные инвестиции.
В августе 2019 года было открыто пожалуй главное творение Леви, Тоттенхэм Хотспур (стадион), построенный за миллиард фунтов стерлингов стадион вмещает 62 тысячи зрителей.